# José Marcelo Ferreira
Zé María, teljes nevén: José Marcelo Ferreira (Oeiras, 1973. július 25. –), konföderációs kupa győztes brazil válogatott labdarúgó, edző.